# Lijst van onroerend erfgoed in Heusden-Zolder
Een overzicht van het onroerend erfgoed in de gemeente Heusden-Zolder. Het onroerend erfgoed maakt deel uit van het cultureel erfgoed in België.

## Bouwkundig erfgoed
| Object                             | Erfgoedstatus?                                                                         | Bouwjaar of architect | Deelgemeente | Adres                             | Coördinaten                   | Nummer? | Afbeelding                         |
| ---------------------------------- | -------------------------------------------------------------------------------------- | --------------------- | ------------ | --------------------------------- | ----------------------------- | ------- | ---------------------------------- |
| Sint-Janskapel                     |                                                                                        | 1845                  | Heusden      | Sint-Jansstraat                   | 51° 1' 57" NB, 5° 16' 25" OL  | 22490   | Sint-Janskapel                     |
| Kasteel Meylandt                   |                                                                                        |                       | Heusden      | Meylandtlaan 20                   | 51° 1' 13" NB, 5° 16' 54" OL  | 22491   | Kasteel Meylandt                   |
| Watermolen Meylandtmolen           | Monument                                                                               |                       | Heusden      | Graaf de Theuxlaan 55             | 51° 1' 16" NB, 5° 16' 40" OL  | 22492   | Watermolen Meylandtmolen           |
| Sint-Annakapel                     |                                                                                        |                       | Heusden      | Poorthoevestraat                  | 51° 1' 51" NB, 5° 17' 5" OL   | 22494   | Sint-Annakapel                     |
| Parochiekerk Sint-Willibrordus     | orgel                                                                                  |                       | Heusden      | Sint-Willibrordusplein 2          | 51° 2' 2" NB, 5° 12' 0" OL    | 22496   | Parochiekerk Sint-Willibrordus     |
| Tweegezinswoning 1924              |                                                                                        |                       | Heusden      | Bovenstraat 15-17                 | 51° 1' 33" NB, 5° 14' 46" OL  | 22497   | Tweegezinswoning 1924              |
| Parochiekerk Sint-Jacob            | orgel                                                                                  |                       | Heusden      | Everselkiezel 93                  | 51° 1' 34" NB, 5° 14' 25" OL  | 22498   | Parochiekerk Sint-Jacob            |
| Domein van Obbeek                  | Monument                                                                               |                       | Heusden      | Obbeekstraat 48                   |                               | 22501   | Domein van Obbeek                  |
| Witherenpastorie Woutershof        | Monument gracht                                                                        |                       | Zolder       | Dekenstraat 28                    | 51° 1' 35" NB, 5° 19' 20" OL  | 22504   | Witherenpastorie Woutershof        |
| Domherenhuis met park              | Monument                                                                               |                       | Zolder       | Dekenstraat 39                    | 51° 1' 30" NB, 5° 19' 28" OL  | 22505   | Domherenhuis met park              |
| Notarishuis omgevormd tot klooster |                                                                                        |                       | Zolder       | Dorpsstraat 77                    | 51° 1' 24" NB, 5° 18' 56" OL  | 22507   | Notarishuis omgevormd tot klooster |
| Kasteel van Vogelzang              |                                                                                        |                       | Zolder       | Kasteeldreef 1                    | 51° 0' 28" NB, 5° 19' 13" OL  | 22508   | Kasteel van Vogelzang              |
| Sint-Annakapel                     |                                                                                        |                       | Zolder       | Sint-Annastraat 39                | 51° 1' 4" NB, 5° 17' 10" OL   | 22509   | Sint-Annakapel                     |
| Langgestrekte hoeve                |                                                                                        |                       | Zolder       | Stenenbrug 7                      | 51° 1' 32" NB, 5° 20' 5" OL   | 22512   | Langgestrekte hoeve                |
| Langgestrekte hoeve in vakwerkbouw |                                                                                        |                       | Zolder       | Stenenbrug 35                     | 51° 1' 23" NB, 5° 20' 7" OL   | 22513   | Langgestrekte hoeve in vakwerkbouw |
| Parochiekerk Sint-Vincentius       | koor, middenbeuk en toren (monument) zijbeuken, grafmonument en kerkhofmuur (monument) |                       | Zolder       | Dorpsstraat 44                    | 51° 1' 24" NB, 5° 18' 50" OL  | 22514   | Parochiekerk Sint-Vincentius       |
| Hoeve De Witte Barier              |                                                                                        |                       | Zolder       | Witte Barier 10                   | 51° 1' 3" NB, 5° 19' 4" OL    | 22516   | Hoeve De Witte Barier              |
| Parochiekerk Heilig Hart           |                                                                                        |                       | Zolder       | Ubbelstraat 88                    | 51° 0' 42" NB, 5° 16' 59" OL  | 22519   | Parochiekerk Heilig Hart           |
| Kluis van Bolderberg               | Monument                                                                               |                       | Zolder       | Kluisstraat 90, 90/1              | 50° 59' 46" NB, 5° 17' 3" OL  | 22521   | Kluis van Bolderberg               |
| Parochiekerk Sint-Job              | orgel                                                                                  |                       | Zolder       | Sint-Jobstraat 70                 | 50° 59' 18" NB, 5° 16' 29" OL | 22522   | Parochiekerk Sint-Job              |
| Bolderbergse Wining                |                                                                                        |                       | Zolder       | Galgeneinde 20, 26-32             | 50° 59' 11" NB, 5° 16' 18" OL | 22523   | Bolderbergse Wining                |
| Langgestrekte hoeve                |                                                                                        |                       | Zolder       | Zandstraat 122                    | 50° 59' 3" NB, 5° 17' 27" OL  | 22527   | Langgestrekte hoeve                |
| Parochiekerk Sint-Quirinus         | orgel                                                                                  |                       | Zolder       | Kerkstraat 32-36                  | 50° 59' 46" NB, 5° 14' 58" OL | 22529   | Parochiekerk Sint-Quirinus         |
| Watermolen                         | landschap                                                                              |                       | Zolder       | Molenveld 1                       | 50° 59' 57" NB, 5° 16' 12" OL | 22530   | Watermolen                         |
| Kasteel van Terlaemen              | landschap                                                                              |                       | Zolder       | Terlaemenlaan 125                 | 51° 0' 2" NB, 5° 16' 18" OL   | 22532   | Kasteel van Terlaemen              |
| Jachtwachtershuis                  | landschap                                                                              |                       | Zolder       | Terlaemenlaan 120                 | 51° 0' 6" NB, 5° 16' 22" OL   | 22533   | Jachtwachtershuis                  |
| Sacramentskapel                    |                                                                                        |                       | Zolder       | Sacramentspad                     | 50° 59' 35" NB, 5° 15' 41" OL | 84277   | Sacramentskapel                    |
| Schachttorens en ontvangstgebouwen | Monument                                                                               |                       | Zolder       | Koolmijnlaan                      | 51° 2' 25" NB, 5° 19' 42" OL  | 200603  | Schachttorens en ontvangstgebouwen |
| Ophaalmachinegebouw                | Monument                                                                               |                       | Zolder       | Marktplein                        | 51° 2' 23" NB, 5° 19' 44" OL  | 200604  | Ophaalmachinegebouw                |
| Ketelhuis en betonnen schouw       | Monument                                                                               |                       | Zolder       | Koolmijnlaan                      | 51° 2' 21" NB, 5° 19' 44" OL  | 200606  | Ketelhuis en betonnen schouw       |
| Elektriciteitscentrale             | Monument                                                                               |                       | Zolder       | Marktplein 15                     | 51° 2' 19" NB, 5° 19' 42" OL  | 200607  | Elektriciteitscentrale             |
| Badzaal en kleedkamers             |                                                                                        |                       | Zolder       | Marktplein 7                      | 51° 2' 24" NB, 5° 19' 37" OL  | 200610  | Badzaal en kleedkamers             |
| Burelen                            | Monument                                                                               |                       | Zolder       | Koolmijnlaan 351, Marktplein 9-13 | 51° 2' 21" NB, 5° 19' 38" OL  | 200611  | Burelen                            |
| Modernistisch woonhuis Jalon       |                                                                                        | 1962 Francis Strauven | Zolder       | Sterrenwacht 150                  |                               | 214868  | Modernistisch woonhuis Jalon       |

### Bouwkundige gehelen
| Object | Erfgoedstatus? | Bouwjaar of architect | Deelgemeente | Adres | Coördinaten | Nummer? | Afbeelding                                                                                                   |
| --- | -------------- | --------------------- | ------------ | --- | ----------- | ------- | --- |
| Steenkoolmijn van Helchteren-Zolder                                                                          | Monument       |                       | Zolder       | Brancardiershof 1-9, Koeltorenlaan 2-8, 9-16, 17-19, Magazijnstraat 1-7, Marktplein 7-21, Mijnlamphof 3-7, Mijnwerkerslaan 4-6, 7-36, 38-42, Terrillaan 2-8                  |             | 120956  | Steenkoolmijn van Helchteren-Zolder                                                                          |
| Steenkoolmijn van Helchteren-Zolder: Tuinwijk Berkenbos, Cité Kleuterberg, ingenieurs- en directeurswoningen |                |                       | Heusden      | |             | 122171  | Steenkoolmijn van Helchteren-Zolder: Tuinwijk Berkenbos, Cité Kleuterberg, ingenieurs- en directeurswoningen |
| Steenkoolmijn van Helchteren-Zolder: Wijk Mommeplas                                                          |                |                       | Heusden      | Koolmijnlaan 69-119, Sint-Lutgardisstraat 1-79, 2-88 en 89-111 |             | 122172  | Steenkoolmijn van Helchteren-Zolder: Wijk Mommeplas                                                          |
| Steenkoolmijn van Helchteren-Zolder: Wijk op 't Einde                                                        |                |                       | Heusden      | Edward Staintonstraat 31-73, Koolmijnlaan 122-140, Korte Eindstraat 1-16, 17-19, Lange Eindstraat 3-16, Onder De Poort 3-50, Rode Kruisstraat 8-18, Waterleidingstraat 11-13 |             | 122173  | Steenkoolmijn van Helchteren-Zolder: Wijk op 't Einde                                                        |
| Steenkoolmijn van Helchteren-Zolder: Wijk De Lindeman                                                        |                |                       | Zolder       | |             | 122175  | Steenkoolmijn van Helchteren-Zolder: Wijk De Lindeman                                                        |
| Sociale woningen uit 1950                                                                                    |                |                       | Heusden      | Hoensbroeckstraat 5-56, Schaapsweg 30-44 |             | 302171  | Sociale woningen uit 1950                                                                                    |